# Haploskupina
Haploskupina je skupina haplotypů, což jsou kombinace alel odkazujících na různá místa daného chromozómu.
V genetice se zkoumají především haploskupiny chromozómu Y a mitochondriální DNA, které lze využít k analýze vývoje populací. Zatímco Y-DNA se přenáší výhradně v otcovské linii, mtDNA naopak výhradně v linii mateřské.
Kategorizace lidských haploskupin vychází z genetických markerů.

## Populační genetika s využitím haploskupin
Předpokládá se, že na zachování dané mutace určitého haplotypu se nepodílí pouze přirozený výběr. Vedle rychlosti mutace (která je odlišná pro ten který marker) se za hlavní hnací sílu populační genetiky, ovlivňující zastoupení haplotypů v dané populaci, považují genetické drifty – náhodné fluktuace ovlivněné tím, jak členové dané populace přenášeli svou DNA na další generace. Tím dochází k převaze určitého markeru. Jeho podíl v dalším průběhu buď vzroste na 100 % populace nebo z populace zcela vymizí. Ve velkých populacích s dobře fungujícím vzájemným míšením je rychlost genetických posunů běžných alel relativně nízká; v malých navzájem zkřížených populacích však k takovým změnám dochází častěji. Zjištěné variace haplotypů a jejich geografické rozložení poukazují na opakovaná populační zúžení nebo efekty zakladatele následované oddělením populací a jejich nárůstem.
Zpětně sledované linie předků nemohou odhalit genetickou různorodost starší populace: genetický drift mimo jiné znamená, že některé z variant musely zaniknout.
Rozšíření poznatků brání cena analýzy DNA. Časový rámec utvoření jednotlivých haplotypů a jejich geografická lokalizace je stále značně nejistá.

### Haploskupiny chromozómu Y lidské DNA
Haploskupiny chromozómu Y lidské DNA jsou označeny písmeny v rozsahu A až R a dále jsou rozděleny pomocí čísel a malých písmen abecedy. Toto třídění bylo zavedeno konsorciem YCC (z angl. Y Chromosome Consortium – Konsorcium chromozómu Y).
| Haploskupiny chromozómu Y lidské DNA (Y-DNA) |                                  |   |   |   |    |    |    |    |    |   |   |    |    |   |   |   |    |    |   |   |   |  |
|                                              | Poslední společný předek (Y-DNA) |   |   |   |    |    |    |    |    |   |   |    |    |   |   |   |    |    |   |   |   |  |
| \|                                           |                                  |   |   |   |    |    |    |    |    |   |   |    |    |   |   |   |    |    |   |   |   |  |
|                                              | A                                | A | A | A | BR |    |    |    |    |   |   |    |    |   |   |   |    |    |   |   |   |  |
|                                              |                                  |   | B | B | B  | CR | CR | CR | CR |   |   |    |    |   |   |   |    |    |   |   |   |  |
|                                              |                                  |   |   |   | C  | DE | DE | F  | F  | F | F | F  | F  |   |   |   |    |    |   |   |   |  |
|                                              |                                  |   |   |   |    | D  | E  |    |    | G | H | IJ | IJ | K | K | K | K  |    |   |   |   |  |
|                                              |                                  |   |   |   |    |    |    |    |    |   |   | I  | J  |   | L | M | NO | NO | P | P |   |  |
|                                              |                                  |   |   |   |    |    |    |    |    |   |   |    |    |   |   |   | N  | O  |   | Q | R |  |
|                                              |                                  |   |   |   |    |    |    |    |    |   |   |    |    |   |   |   |    |    |   |   |   |  |

Adam chromozómu Y je označení muže, který byl posledním společným předkem všech dnes žijících lidí v otcovské linii.
Hlavní haploskupiny chromozómu Y:

#### Skupiny bez mutace M168
- Haploskupina A (M91) (Afrika, zvláště Khoisanové a Niloti)

- Haploskupina B (M60) (Afrika, zvláště Pygmejové a Hadzové)

#### Skupiny s mutací M168
(mutace M168 se vyskytla před zhruba 50 000 lety)
- Haploskupina C (M130) (Austrálie a okolí, Sibiř, Japonsko, Severní Amerika)

- YAP+ haploskupiny
  - Haploskupina DE (M1, M145, M203)
    - Haploskupina D (M174) (Tibet, Japonsko, Andamany)
    - Haploskupina E (M96) (Afrika, Blízký Východ, Středozemí)
      - Haploskupina E3a (M2) (Západoafričané, Bantuové)
      - Haploskupina E3b (M35) (Východní Afrika (Etiopané a Somálci), Severní Afrika (především Berbeři a Egypťané), Blízký Východ a Středozemí)

#### Skupiny s mutací M89
(mutace M89 se vyskytla před zhruba 45 000 lety)
- Haploskupina F (P14, M213) (jižní Indie, Srí Lanka, Korea)

- Haploskupina G (M201) (vyskytuje se řídce mezi řadou etnických skupin v Eurasii – nejčastěji na Kavkaze, Íránské vysočině a v Malé Asii; v Evropě především na Sardinii, v severní Itálii, severním Španělsku, Tyrolsku a dále v Čechách a na Moravě; ve Velké Británii a Norsku pouze u 2 % populace)

- Haploskupina H (M52) (Indie, Srí Lanka,

- Haploskupina IJ (S2, S22)
  - Haploskupina I (M170, P19, M258) (rozšířená v Evropě, jinde se však téměř nevyskytuje)
    - Haploskupina I1a (M253, M307, P30, P40) (hl. Skandinávie a Pobaltí)
    - Haploskupina I1b (S31) (Balkán, Sardinie)

  - Haploskupina J (M304) (Blízký Východ, Turecko, Gruzie, Itálie, Řecko, Balkán, Severní a Východní Afrika)
    - Haploskupina J* (minimální výskyt)
    - Haploskupina J1 (M267) (spojena se Semity: především na Blízkém Východě, v Etiopii a Severní Africe; J1 s DYS388=13 je charakteristická pro východ Malé Asie)
    - Haploskupina J2 (M172) (především jih Evropy, Turecko, Gruzie, mezi Kurdy, na Blízkém Východě, ve Střední a Jižní Asii)

#### Skupiny s mutací M9
(mutace M9 se vyskytla před zhruba 40 000 lety)
- Haploskupina K (žádné další významnější mutace) (Nová Guinea, Austrálie)
  - Haploskupina K2 (M70) (Afrika, Jihozápadní Asie, Středozemí, Východní Indie)
  - Haploskupina K5 (M230) (Nová Guinea)
  - Haploskupina L (M20) (hl. jižní Indie, Balúčistán)
  - Haploskupina M (M4) (Nová Guinea)
  - Haploskupina NO (M214)
    - Haploskupina NO* (minimální výskyt)
    - Haploskupina N (LLY22g) (nejsevernější oblasti Eurasie, zvláště mezi uralskými národy, tj. Ugrofiny a Samodijci)
    - Haploskupina O (M175) (hl. ve východní a jv. Asii – u Číňanů, Korejců, Japonců a obyvatel Indočíny a Polynésie)
      - Haploskupina O1 (MSY2.2)
      - Haploskupina O2 (P31, M268)
      - Haploskupina O3 (M122)

#### Skupiny s mutací M45
(mutace M45 se vyskytla před zhruba 35 000 lety)
- Haploskupina P (M45)

- Haploskupina Q (MEH2, M242, P36) (vyskytla se před zhruba 15 000 až 20 000 lety; nalézá se v Asii a Americe)
  - Haploskupina Q3 (M3) (Severní, Střední a Jižní Amerika)

- Haploskupina R (M207)
  - Haploskupina R1 (M173) (Evropa, Západní Asie)
    - Haploskupina R1a (M17) (spojena hlavně s Baltoslovany a Indoíránci – Střední Asie, Indie, Srí Lanka, Střední a Východní Evropa)
    - Haploskupina R1b (M343) (Západní Evropa, Malá Asie)

  - Haploskupina R2 (M124) (hl. ve východní a jv. Indii, v nižších frekvencích v Indočíně, ve střední Asii a v oblasti Kavkazu – především u Tádžiků, Kurdů, Burušů, Čečenců)

### Haploskupiny lidské mitochondriální DNA
Haploskupiny lidské mitochondriální DNA jsou označeny následovně:
A,
B,
C,
CZ,
D,
E,
F,
G,
H,
HV,
I,
J,
pre-JT,
JT,
K,
L0,
L1,
L2,
L3,
L4,
L5,
L6,
L7,
M,
N,
O,
P,
Q,
R,
R0,
S,
T,
U,
UK,
V,
W,
X,
Y,
Z.
| Fylogenetický strom haploskupin lidské mitochondriální DNA (mtDNA) |                                      |      |      |      |      |      |      |      |      |      |      |      |      |      |    |    |        |        |   |   |   |   |   |   |   |  |   |   |   |   |  |  |  |  |    |    |    |
|                                                                    | Poslední společný předek (mtDNA) (L) |      |      |      |      |      |      |      |      |      |      |      |      |      |    |    |        |        |   |   |   |   |   |   |   |  |   |   |   |   |  |  |  |  |    |    |    |
| L0                                                                 | L1–6                                 | L1–6 | L1–6 | L1–6 | L1–6 | L1–6 | L1–6 | L1–6 | L1–6 | L1–6 | L1–6 | L1–6 | L1–6 | L1–6 |    |    |        |        |   |   |   |   |   |   |   |  |   |   |   |   |  |  |  |  |    |    |    |
| L0                                                                 | L1                                   | L2   |      |      |      | L3   | L3   | L3   | L3   | L3   | L3   | L3   | L3   | L3   | L3 | L3 | L3     | L3     |   |   |   |   |   |   |   |  |   |   |   |   |  |  |  |  | L4 | L5 | L6 |
| L0                                                                 | L1                                   | L2   | M    | M    | M    | M    | M    | M    | M    | N    | N    | N    | N    | N    | N  |    |        |        |   |   |   |   |   |   |   |  |   |   |   |   |  |  |  |  | L4 | L5 | L6 |
| L0                                                                 | L1                                   | L2   | CZ   | CZ   | D    | E    | G    | Q    |      | O    | A    | S    | R    | R    | R  | R  | R      | R      | R | R | R | R | R | R | R |  | I | W | X | Y |  |  |  |  | L4 | L5 | L6 |
| L0                                                                 | L1                                   | L2   | C    | Z    | D    | E    | G    | Q    | B    | O    | A    | S    | F    | R0   | R0 |    | pre-JT | pre-JT |   |   | P | P |   | U |   |  | I | W | X | Y |  |  |  |  | L4 | L5 | L6 |
| L0                                                                 | L1                                   | L2   | C    | Z    | D    | E    | G    | Q    | B    | O    | A    | S    | F    | HV   | HV | JT | JT     | K      |   |   | P | P |   |   |   |  | I | W | X | Y |  |  |  |  | L4 | L5 | L6 |
| L0                                                                 | L1                                   | L2   | C    | Z    | D    | E    | G    | Q    | B    | O    | A    | S    | F    | H    | V  | J  | T      | K      |   |   | P | P |   |   |   |  | I | W | X | Y |  |  |  |  | L4 | L5 | L6 |

Mitochondriální Eva je označení ženy, která byla posledním společným předkem všech dnes žijících lidí v mateřské linii.

### Definice populací

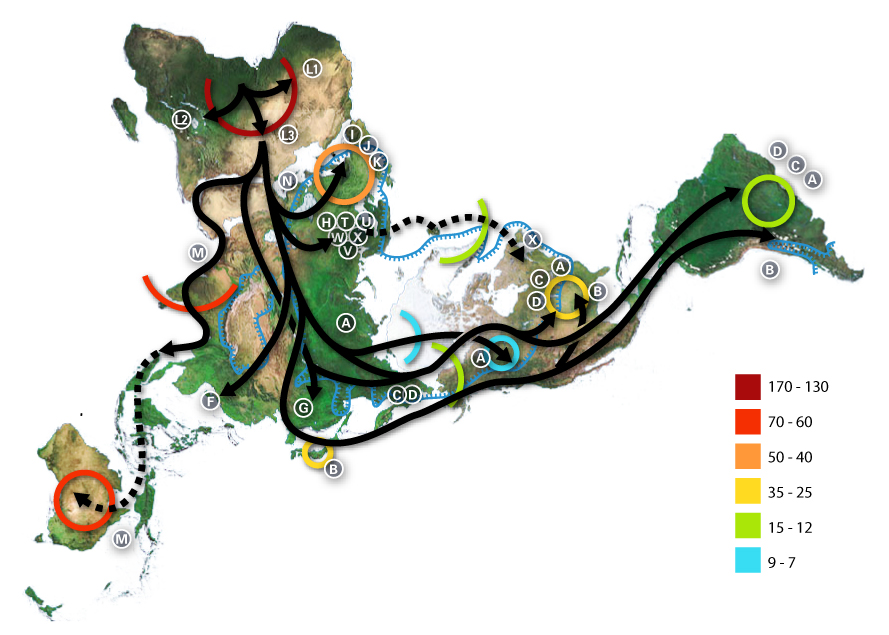
Mapa lidské migrace z Afriky na základě mitochondriální DNA.

Haploskupiny lze využít pro definici genetických populací, které lze navíc geograficky lokalizovat.
Jedno z možných rozdělení:
- Subsaharská Afrika: L0, L1, L2, L3, L4, L5, L6, L7
- Západní Eurasie: H, T, U, V, X, K, I, J, W (všechny zde uvedené haploskupiny jsou odvozené od haploskupiny N)
- Východní Eurasie: A, B, C, D, E, F, G (poznámka: C, D, E, a G jsou odvozené z haploskupiny M)
- Původní obyvatelé amerického kontinentu: A, B, C, D, X
- Jižní Oceánie: O, P, Q, S

Haploskupiny mitochondriální DNA jsou rozděleny do tří hlavních skupin označených písmeny L, M, N.
Lidstvo se prvně rozdělilo mezi skupiny L0 a L1. Ze skupiny L1 se vyčlenily další L skupiny, z nichž jedna, L3, se rozdělila na skupiny M a N. Skupina M patří k první migrační vlně, která opustila Afriku. Vydala se na východ podél jižního pobřeží. Její potomky lze nalézt v populacích Východní Asie, Jižní Asie, Jižní Ameriky a Austrálie, v Evropě však nikoliv. Skupina N představuje druhou migrační vlnu z Afriky, tentokráte severním směrem. Krátce na to se ze skupiny N vyčlenila skupina R. Ta sestává ze dvou haploskupin. První se vyskytuje ve Východní Asii, druhá pak v Evropě.
L typ se vyskytuje u Afričanů, zvláště v subsaharské Africe.
M typ představují:
M1 – Etiopané.
CZ – obyvatelé Sibiře; větev C – některé indiánské kmeny; větev Z – Laponci, Korejci, Číňani, část obyvatel Střední Asie.
D – některé indiánské kmeny, obyvatelé Sibiře a severovýchodní Asie
E – Malajci, obyvatelé Bornea, Filipínci, původní Tchajwanci, Papuánci
G – obyvatelé severovýchodní Sibiře, severovýchodní Asie a Střední Asie
Q – Melanésané, Polynésané, Guinejci
N typ představují:
A – některé indiánské kmeny, Japonci a Korejci
I – 10% výskyt v Severní a Východní Evropě
S – některé australské domorodé kmeny
W – obyvatelé Východní Evropy, Jižní Asie a Jihovýchodní Asie
X – některé indiánské kmeny, obyvatelé jižní Sibiře, Jihozápadní Asie a Jižní Evropy
Y – Ainové a Nivchové; 1 % u obyvatel jižní Sibiře
R – velká skupina v rámci N typu. Její příslušníky lze rozdělit na Západní a Východní Eurasii. Patří sem téměř všichni Evropané a také velký počet obyvatel Blízkého Východu. Ostatní patří k některé z výše uvedených skupin patřících k N typu.
Podskupiny haploskupiny R:
B – někteří obyvatelé střední Číny, Tibeťané, Mongolové, obyvatelé Střední Asie, Korejci, indiánské kmeny, obyvatelé jižní Sibiře, Japonci, obyvatelé Jižní Oceánie
F – 10 % čínské populace, 5.1 % korejské populace, 5.1 % japonské populace, 8.7 % mongolské populace, 8.3 % obyvatel chorvatského ostrova Hvar
Pre-JT – vznikla na území dnešního Libanonu; vyskytuje se mezi Beduíny (25 %); větev JT (větev J a T) – Severní a Východní Evropa, Indus, Středozemí
R0 – častá v Arábii; větev HV (větve H a V) – Západní Evropa, Blízký Východ
UK – častá ve Finsku, Skandinávii, baltských zemích a Středozemí

## Překryvy haploskupin Y-DNA a mtDNA
Oblasti specifických haploskupin Y-DNA a mtDNA se navzájem překrývají. Mutace chromozómu Y nebo mitochondriální DNA jednak neprobíhají současně, jednak je výskyt haploskupin ovlivněn sexuálním výběrem. Svou roli hraje efekt zakladatele nebo genetický drift. Všechny tyto jevy ovlivňují složení populace. Zároveň jsou důvodem, proč je nutné brát překryvy s rezervou.
Informativní přehled překryvů obou typů haploskupin:
| Haploskupiny Y-DNA                 | Haploskupiny mtDNA                                        | Výskyt                                                |
| ---------------------------------- | --------------------------------------------------------- | ----------------------------------------------------- |
| A                                  | L0                                                        | Jižní Afrika, Koisané                                 |
| B                                  | L1, L2                                                    | Pygmejové a příbuzné skupiny                          |
| E1, E2, E3a                        | L3                                                        | Subsaharská Afrika                                    |
| NO/N/O                             | CZ/C/Z, D, G (M typy)                                     | Východní Asie, Sibiř                                  |
| K, M (M9-pozitivní, M45-negativní) | R, P (N typ), Q (M typ) a dále různé podtřídy M v Oceánii | Oceánie                                               |
| R, I, J                            | HV/H/V, JT/J/T, U/K (N typy)                              | Evropa, Západní Asie                                  |
| Q                                  | A, X, Y (N types), C, D (M types)                         | Nejsevernější části Sibiře, původní obyvatelé Ameriky |